# Superposition
Vid superposition adderas två eller flera lösningar till en ekvation vilket ger en ny lösning. Superposition förekommer i alla linjära system, men uttrycket används främst inom fysiken (inom matematiken används oftare uttrycket linjäritet). Speciellt kan superpositionsprincipen användas för linjära differentialekvationer.
Exempel på sådana ekvationer är vågekvationen samt Schrödingerekvationen.

## Våglära
I fysikens våglära, i fallet med vågekvationen, innebär superposition bland annat att två vågor som överlappar varandra i tiden och rummet kan förstärka eller släcka ut varandra. Superposition betyder helt enkelt att man lägger samman flera vågor för att skapa en större (eller mindre) resulterande våg.
Superpositionsprincipen ger upphov till fenomen som interferens och diffraktion.

## Ellära

Exempel 1.

Exempel 2.

Principen med superposition används även inom ellära, där summan av de enskilda strömmarna och spänningarna blir hela nätets sammanlagda ström och spänning.
För att räkna ut de sammanlagda strömmarna och spänningarna gör man på följande sätt:
1. Välj en referensriktning för strömmen, den behöver inte vara den verkliga-fysiska, eftersom man kan utläsa vid slutet åt vilket håll strömmen går beroende på tecknet framför strömmen.
2. Nollställ alla ström- och spänningsgeneratorer utom den som man skall beräkna strömmen eller spänningen på. Gör sedan detta tills alla generatorer är beräknade.
3. Superponera nu resultaten, det vill säga lägg ihop dem, med rätt tecken framför. Summan man får för strömmen och spänningen är kretsens sammanlagda storhet.

### Exempel

#### Exempel 1
Det enklaste fallet. För att få den sammanlagda spänningen över motståndet R adderar man de två batteriernas spänning.

#### Exempel 2
Beräkna spänningen relativt jord i punkten P. Tag först bort den ena spänningskällan och räkna ut den andras bidrag. Upprepa proceduren med den andra och lägg sedan ihop resultaten. Observera att spänningskällorna är motriktade.
Börja med diagram c: Tag bort spänningskällan V2 och beräkna spänningen relativt jord över resistansen R2:
{\displaystyle V_{\mathrm {R2} }={R_{\mathrm {2} } \over R_{\mathrm {2} }\ +R_{\mathrm {1} }}\cdot V_{\mathrm {1} }=8,88\mathrm {V} }
Diagram b: Tag bort spänningskällan V1 och beräkna spänningen relativt jord över resistansen R1:
{\displaystyle V_{\mathrm {R1} }={R_{\mathrm {1} } \over R_{\mathrm {1} }\ +R_{\mathrm {2} }}\cdot (-V_{\mathrm {2} })=-2,77\mathrm {V} }
I diagram a visas hur stor den sammanlagda spänningen blir i punkten P:
-{\displaystyle 2,77\mathrm {V} \ +8,88\mathrm {V} =6,11\mathrm {V} }